# Öberg & Co

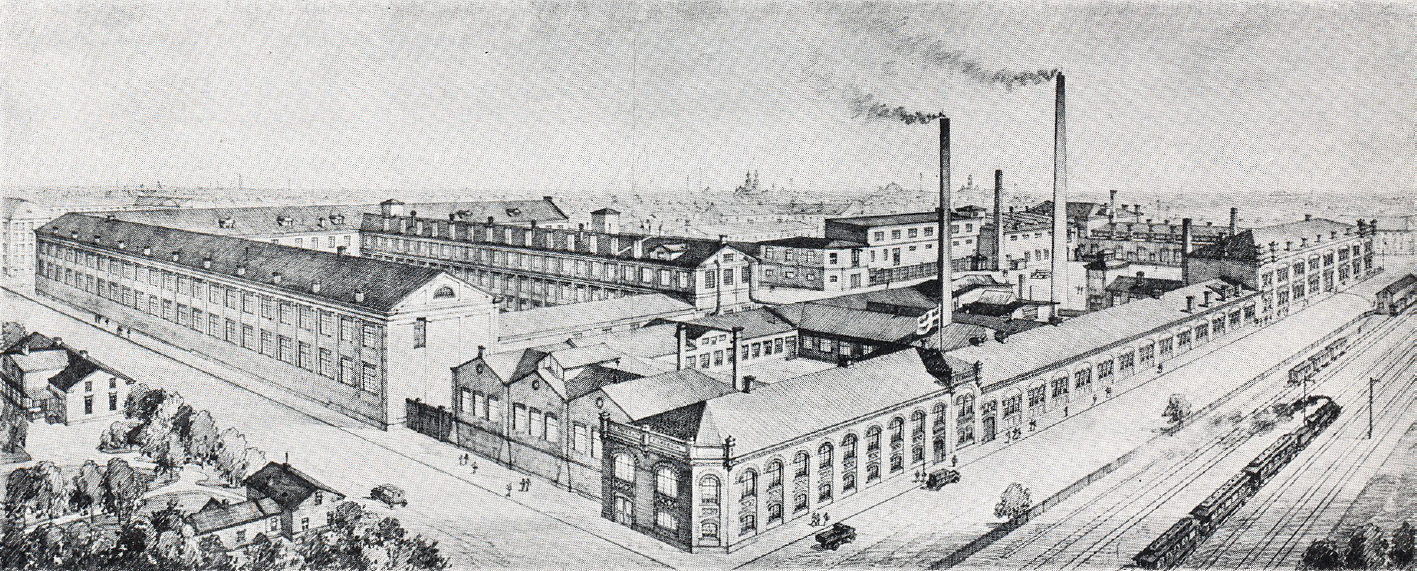
Översiktsbild av Öbergs & Co fabrik i Eskilstuna

Öberg & Co, även kallad C O Öberg & Co var ett svenskt företag som tillverkade filar i Eskilstuna.

## Historia
- 1848 tog Victor Heljestrand, Johan Walén, Alfred Svahn och Carl Oscar Öberg initiativet till att skapa den första svenska filfabriken. Deras målsättning var att tillverka kvalitetsfilar.[1]
- 1850 var första fabriken klar med Öberg som chef och med två filhuggare.
- 1957 hade företaget 19 filhuggare som tillverkade över 11.000 filar och högg om drygt 2.700 filar per år.Litografi av Öbergs filfabrik, cirka 1870.

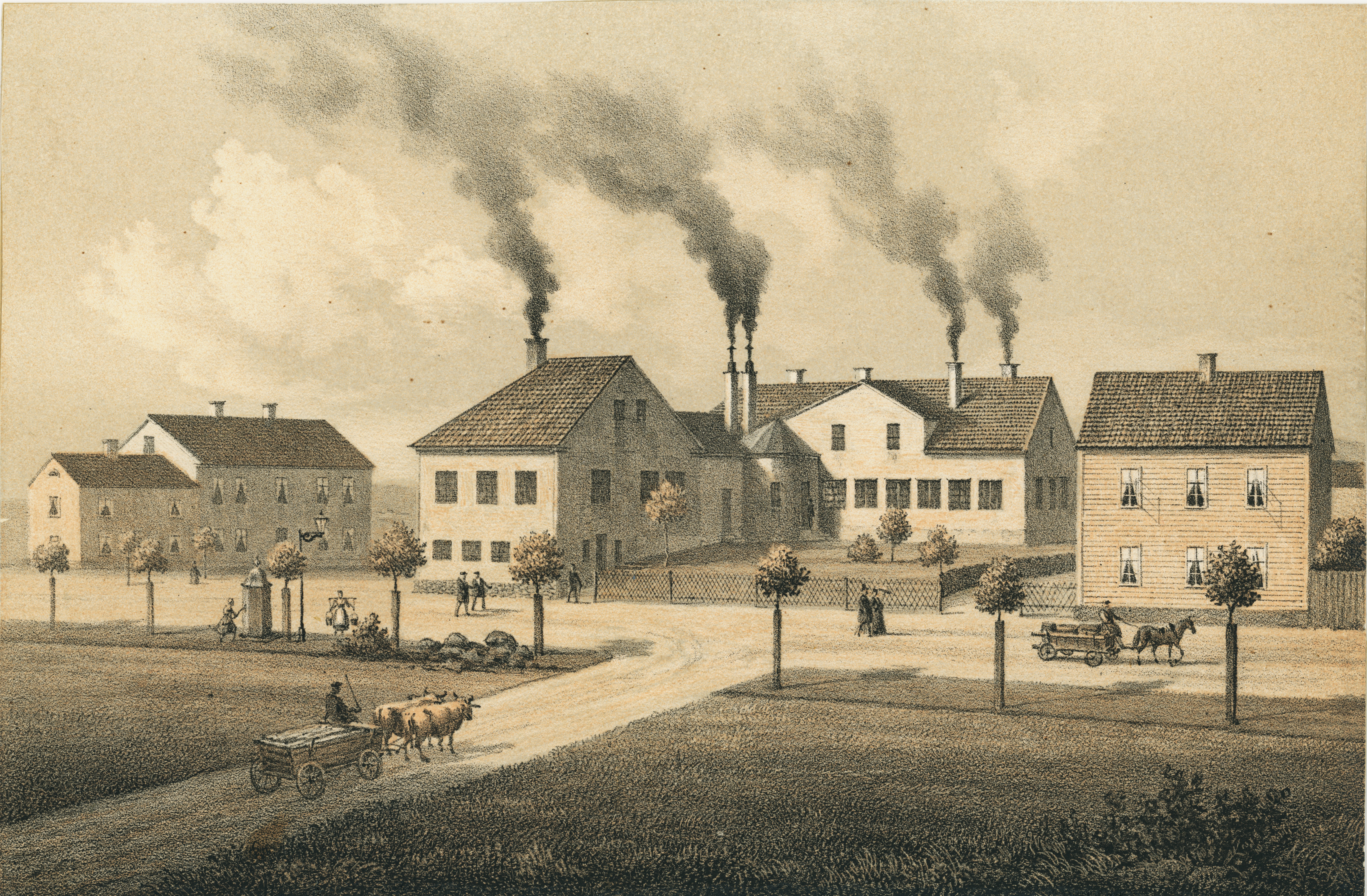
Litografi av Öbergs filfabrik, cirka 1870.

- 1851 var man med på utställningar både i Stockholm och London.
- 1862 inledes samarbetet med Sandvik, i och med att Sandvik började leverera stålet till Öbergs filar.
- 1872 kommer Carl Oscars svåger Lars Arvid Nilsson in i företaget och han tar över ledarskapet 1880. Fabriken hade då 65 anställda.
- 1900-talets början skapades ett forskningslaboratorium där stål och tillverkningsprocesser kunde kontrolleras. Resultatet blev att Öbergs kunde patentera pansarfilar, diagonalfilar och spiralhuggna roterande filar.
- 1930 sysselsatte fabriken 220 personer.
- 1947 var startåret för roterande hårdmetallfilar. 1970 öppnades en fabrik i Portugal.
- 1975 togs ytterligare steg till i samarbetet med Sandvik, då Sandvik köpte Öbergs.
- 1982 hade fabriken i Eskilstuna 220 anställda.
- 1992 lades tillverkningen ner i Eskilstuna. Det fanns då cirka 50-talet anställda i Eskilstuna vid nedläggningen.

Varumärket Öbergs används fortfarande av Bahco som köpt varumärket och ansvarar för tillverkningen i Portugal.